# Duque de Albret
Duque de Albret era um importante titulo nobiliárquico francês. Referia-se ao território de Albret (em francês:  Albret, em occitano:  Labrit) inicialmente um senhorio localizado na região francesa da Gasconha (sudoeste de França). Nérac, na margem do rio Rio Baïse, era a capital do território.

## História

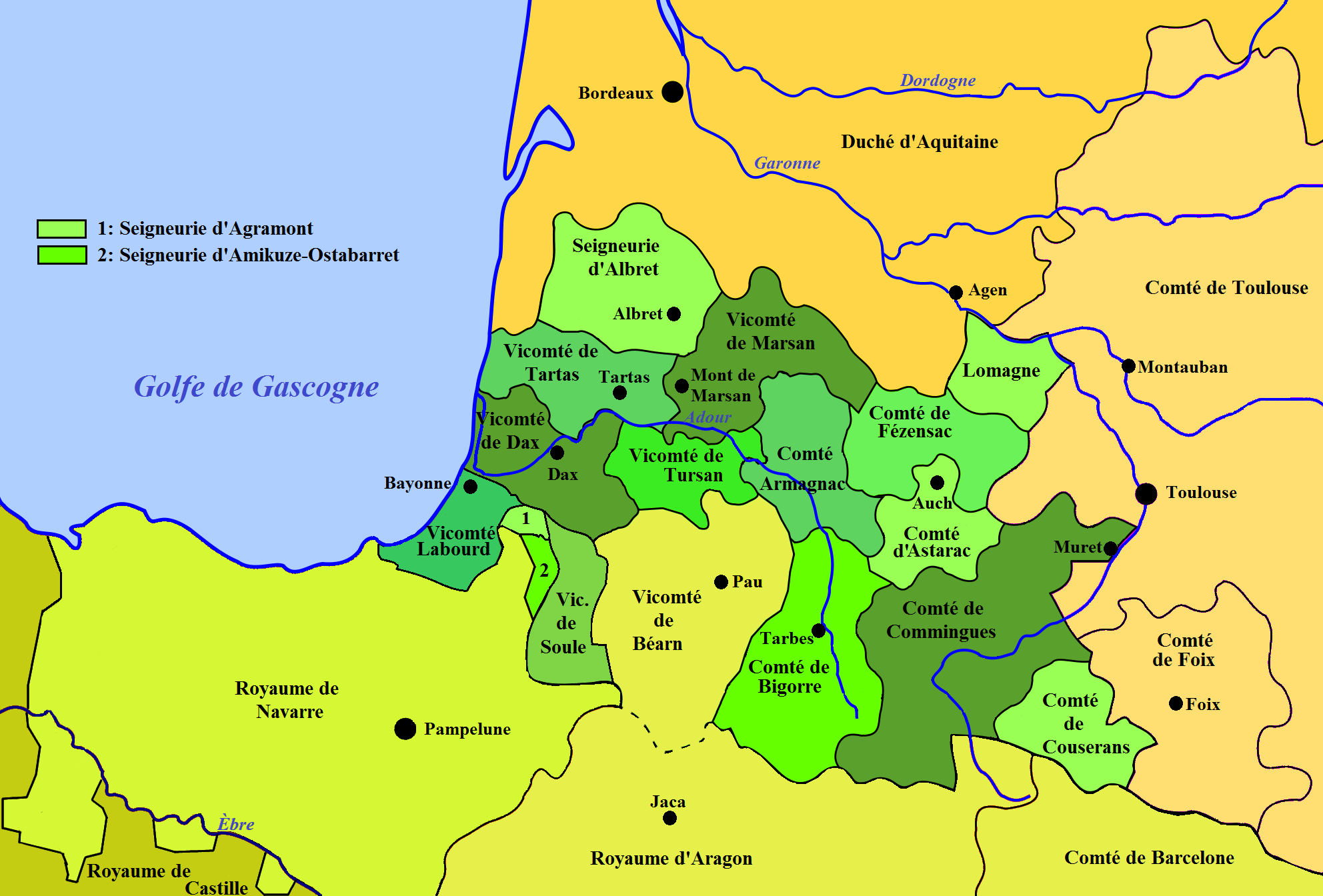
Os feudos da Gasconha cerca 1150. Albret em destaque

Os senhores de Albret governaram o território até 1550, data em que o rei de França Henrique II eleva-o a ducado e o outorga ao Rei de Navarra, Henrique II de Albret. Em dezembro de 1556, o rei de França reconhece o duque de Albret como Par do Reino.
Quando Henrique, rei de Navarra e Duque de Albret se torna rei de França como Henrique IV, em 1589, o ducado é cedido a sua irmã, Catarina de Bourbon, que vem a falecer em 1604, regressando o ducado à Coroa.
Entre 1641 e 1651 o ducado foi detido pelos Príncipes de Condé.
Em 1651, o ducado de Albret foi atribuído ao Duque Soberano de Bulhão, Frederico Maurício de La Tour de Auvérnia em troca do Principado independente de Sedan que assim foi integrado na França.
A Casa de La Tour de Auvérnia mantem o título até à sua extinção em 1802.
Por fim, já no século XIX, o título de duque de Albret foi um mero título de cortesia usado por Henrique de Orleães, Duque de Aumale (1822–1897), herdeiro do património dos Condé.

## Lista de duques
Primeira Criação
- Henrique II de Navarra (1550–55), Conde de Foix, Duque de Albret (1550) e Rei de Navarra

Segunda Criação
- Joana de Albret (1556–72), Rainha de Navarra
- Henrique (III) rei de Navarra e (IV) rei de França (1572-1589)

Terceira Criação
- Catarina de Bourbon (1589-1604)

Quarta Criação
- Henrique, Príncipe de Condé (1641–46)
- Luís, Grande Condé (1646–51)
- Frederico Maurício de La Tour de Auvérnia (1651–52)
- Godofredo Maurício de La Tour de Auvérnia (1652–96)
- Emanuel Teodósio de La Tour de Auvérnia (1696–1730)
- Carlos Godofredo de La Tour de Auvérnia (1730–71)
- Godofredo Carlos de La Tour de Auvérnia (1771–92)

## Arvore Genealógica[2]
O casamento de João de Albret com Catarina de Foix, permite que os Senhores de Albret se tornem Reis de Navarra (1484). Mais tarde tornam-se Duques de Albret (1550), Pares do Reino (1556) e, por fim, Reis de França (1589).
|}}
|  |  |  |  |  |  |  |  |  |  |  |  |  |  |  |  | Alan de Albret [1440-1522] 16º Sr. de Albret (1468)                                                                        | | | | | |  |  |                                                                                   |                                                                                   |                                                                                   |                                                                                   |                                                                                   |                                                                                   |  |  |  |  |  |  |  |  |  |  |  |  |  |  |
|  |  |  |  |  |  |  |  |  |  |  |  |  |  |  |  | | | | | | |  |  |                                                                                   |                                                                                   |                                                                                   |                                                                                   |                                                                                   |                                                                                   |  |  |  |  |  |  |  |  |  |  |  |  |  |  |
|  |  |  |  |  |  |  |  |  |  |  |  |  |  |  |  | João de Albret [1469-1516] Rei consorte de Navarra (1484)                                                                  | João de Albret [1469-1516] Rei consorte de Navarra (1484)                                                                  | João de Albret [1469-1516] Rei consorte de Navarra (1484)                                                                  | João de Albret [1469-1516] Rei consorte de Navarra (1484)                                                                  | João de Albret [1469-1516] Rei consorte de Navarra (1484)                                                                  | João de Albret [1469-1516] Rei consorte de Navarra (1484)                                                                  |  |  | Catarina de Foix [1468-1517] Rainha de Navarra (1494)                             | Catarina de Foix [1468-1517] Rainha de Navarra (1494)                             | Catarina de Foix [1468-1517] Rainha de Navarra (1494)                             | Catarina de Foix [1468-1517] Rainha de Navarra (1494)                             | Catarina de Foix [1468-1517] Rainha de Navarra (1494)                             | Catarina de Foix [1468-1517] Rainha de Navarra (1494)                             |  |  |  |  |  |  |  |  |  |  |  |  |  |  |
|  |  |  |  |  |  |  |  |  |  |  |  |  |  |  |  | João de Albret [1469-1516] Rei consorte de Navarra (1484)                                                                  | João de Albret [1469-1516] Rei consorte de Navarra (1484)                                                                  | João de Albret [1469-1516] Rei consorte de Navarra (1484)                                                                  | João de Albret [1469-1516] Rei consorte de Navarra (1484)                                                                  | João de Albret [1469-1516] Rei consorte de Navarra (1484)                                                                  | João de Albret [1469-1516] Rei consorte de Navarra (1484)                                                                  |  |  | Catarina de Foix [1468-1517] Rainha de Navarra (1494)                             | Catarina de Foix [1468-1517] Rainha de Navarra (1494)                             | Catarina de Foix [1468-1517] Rainha de Navarra (1494)                             | Catarina de Foix [1468-1517] Rainha de Navarra (1494)                             | Catarina de Foix [1468-1517] Rainha de Navarra (1494)                             | Catarina de Foix [1468-1517] Rainha de Navarra (1494)                             |  |  |  |  |  |  |  |  |  |  |  |  |  |  |
|  |  |  |  |  |  |  |  |  |  |  |  |  |  |  |  | | | | | | |  |  |                                                                                   |                                                                                   |                                                                                   |                                                                                   |                                                                                   |                                                                                   |  |  |  |  |  |  |  |  |  |  |  |  |  |  |
|  |  |  |  |  |  |  |  |  |  |  |  |  |  |  |  | | | | | | |  |  |                                                                                   |                                                                                   |                                                                                   |                                                                                   |                                                                                   |                                                                                   |  |  |  |  |  |  |  |  |  |  |  |  |  |  |
|  |  |  |  |  |  |  |  |  |  |  |  |  |  |  |  | Henrique II de Albret [1503-1555] Rei de Navarra 1517 17º (último) Sr. de Albret 1522-50 1º Duque de Albret 1550           | Henrique II de Albret [1503-1555] Rei de Navarra 1517 17º (último) Sr. de Albret 1522-50 1º Duque de Albret 1550           | Henrique II de Albret [1503-1555] Rei de Navarra 1517 17º (último) Sr. de Albret 1522-50 1º Duque de Albret 1550           | Henrique II de Albret [1503-1555] Rei de Navarra 1517 17º (último) Sr. de Albret 1522-50 1º Duque de Albret 1550           | Henrique II de Albret [1503-1555] Rei de Navarra 1517 17º (último) Sr. de Albret 1522-50 1º Duque de Albret 1550           | Henrique II de Albret [1503-1555] Rei de Navarra 1517 17º (último) Sr. de Albret 1522-50 1º Duque de Albret 1550           |  |  | Margarida de Angoulême [1493-1509] irmã do rei Francisco I de França              | Margarida de Angoulême [1493-1509] irmã do rei Francisco I de França              | Margarida de Angoulême [1493-1509] irmã do rei Francisco I de França              | Margarida de Angoulême [1493-1509] irmã do rei Francisco I de França              | Margarida de Angoulême [1493-1509] irmã do rei Francisco I de França              | Margarida de Angoulême [1493-1509] irmã do rei Francisco I de França              |  |  |  |  |  |  |  |  |  |  |  |  |  |  |
|  |  |  |  |  |  |  |  |  |  |  |  |  |  |  |  | Henrique II de Albret [1503-1555] Rei de Navarra 1517 17º (último) Sr. de Albret 1522-50 1º Duque de Albret 1550           | Henrique II de Albret [1503-1555] Rei de Navarra 1517 17º (último) Sr. de Albret 1522-50 1º Duque de Albret 1550           | Henrique II de Albret [1503-1555] Rei de Navarra 1517 17º (último) Sr. de Albret 1522-50 1º Duque de Albret 1550           | Henrique II de Albret [1503-1555] Rei de Navarra 1517 17º (último) Sr. de Albret 1522-50 1º Duque de Albret 1550           | Henrique II de Albret [1503-1555] Rei de Navarra 1517 17º (último) Sr. de Albret 1522-50 1º Duque de Albret 1550           | Henrique II de Albret [1503-1555] Rei de Navarra 1517 17º (último) Sr. de Albret 1522-50 1º Duque de Albret 1550           |  |  | Margarida de Angoulême [1493-1509] irmã do rei Francisco I de França              | Margarida de Angoulême [1493-1509] irmã do rei Francisco I de França              | Margarida de Angoulême [1493-1509] irmã do rei Francisco I de França              | Margarida de Angoulême [1493-1509] irmã do rei Francisco I de França              | Margarida de Angoulême [1493-1509] irmã do rei Francisco I de França              | Margarida de Angoulême [1493-1509] irmã do rei Francisco I de França              |  |  |  |  |  |  |  |  |  |  |  |  |  |  |
|  |  |  |  |  |  |  |  |  |  |  |  |  |  |  |  | | | | | | |  |  |                                                                                   |                                                                                   |                                                                                   |                                                                                   |                                                                                   |                                                                                   |  |  |  |  |  |  |  |  |  |  |  |  |  |  |
|  |  |  |  |  |  |  |  |  |  |  |  |  |  |  |  | | | | | | |  |  |                                                                                   |                                                                                   |                                                                                   |                                                                                   |                                                                                   |                                                                                   |  |  |  |  |  |  |  |  |  |  |  |  |  |  |
|  |  |  |  |  |  |  |  |  |  |  |  |  |  |  |  | Joana III de Albret [1528-1572] Rainha de Navarra (1555) e Duquesa de Albret (1556)                                        | Joana III de Albret [1528-1572] Rainha de Navarra (1555) e Duquesa de Albret (1556)                                        | Joana III de Albret [1528-1572] Rainha de Navarra (1555) e Duquesa de Albret (1556)                                        | Joana III de Albret [1528-1572] Rainha de Navarra (1555) e Duquesa de Albret (1556)                                        | Joana III de Albret [1528-1572] Rainha de Navarra (1555) e Duquesa de Albret (1556)                                        | Joana III de Albret [1528-1572] Rainha de Navarra (1555) e Duquesa de Albret (1556)                                        |  |  | António de Bourbon [1518-1582] Duque de Vendôme 1537 Rei consorte de Navarra 1555 | António de Bourbon [1518-1582] Duque de Vendôme 1537 Rei consorte de Navarra 1555 | António de Bourbon [1518-1582] Duque de Vendôme 1537 Rei consorte de Navarra 1555 | António de Bourbon [1518-1582] Duque de Vendôme 1537 Rei consorte de Navarra 1555 | António de Bourbon [1518-1582] Duque de Vendôme 1537 Rei consorte de Navarra 1555 | António de Bourbon [1518-1582] Duque de Vendôme 1537 Rei consorte de Navarra 1555 |  |  |  |  |  |  |  |  |  |  |  |  |  |  |
|  |  |  |  |  |  |  |  |  |  |  |  |  |  |  |  | Joana III de Albret [1528-1572] Rainha de Navarra (1555) e Duquesa de Albret (1556)                                        | Joana III de Albret [1528-1572] Rainha de Navarra (1555) e Duquesa de Albret (1556)                                        | Joana III de Albret [1528-1572] Rainha de Navarra (1555) e Duquesa de Albret (1556)                                        | Joana III de Albret [1528-1572] Rainha de Navarra (1555) e Duquesa de Albret (1556)                                        | Joana III de Albret [1528-1572] Rainha de Navarra (1555) e Duquesa de Albret (1556)                                        | Joana III de Albret [1528-1572] Rainha de Navarra (1555) e Duquesa de Albret (1556)                                        |  |  | António de Bourbon [1518-1582] Duque de Vendôme 1537 Rei consorte de Navarra 1555 | António de Bourbon [1518-1582] Duque de Vendôme 1537 Rei consorte de Navarra 1555 | António de Bourbon [1518-1582] Duque de Vendôme 1537 Rei consorte de Navarra 1555 | António de Bourbon [1518-1582] Duque de Vendôme 1537 Rei consorte de Navarra 1555 | António de Bourbon [1518-1582] Duque de Vendôme 1537 Rei consorte de Navarra 1555 | António de Bourbon [1518-1582] Duque de Vendôme 1537 Rei consorte de Navarra 1555 |  |  |  |  |  |  |  |  |  |  |  |  |  |  |
|  |  |  |  |  |  |  |  |  |  |  |  |  |  |  |  | | | | | | |  |  |                                                                                   |                                                                                   |                                                                                   |                                                                                   |                                                                                   |                                                                                   |  |  |  |  |  |  |  |  |  |  |  |  |  |  |
|  |  |  |  |  |  |  |  |  |  |  |  |  |  |  |  | | | | | | |  |  |                                                                                   |                                                                                   |                                                                                   |                                                                                   |                                                                                   |                                                                                   |  |  |  |  |  |  |  |  |  |  |  |  |  |  |
|  |  |  |  |  |  |  |  |  |  |  |  |  |  |  |  | Henrique III / IV [1553-1607] Rei de Navarra e Duque de Albret 1572 (herança materna) Rei de França 1589 (herança paterna) | Henrique III / IV [1553-1607] Rei de Navarra e Duque de Albret 1572 (herança materna) Rei de França 1589 (herança paterna) | Henrique III / IV [1553-1607] Rei de Navarra e Duque de Albret 1572 (herança materna) Rei de França 1589 (herança paterna) | Henrique III / IV [1553-1607] Rei de Navarra e Duque de Albret 1572 (herança materna) Rei de França 1589 (herança paterna) | Henrique III / IV [1553-1607] Rei de Navarra e Duque de Albret 1572 (herança materna) Rei de França 1589 (herança paterna) | Henrique III / IV [1553-1607] Rei de Navarra e Duque de Albret 1572 (herança materna) Rei de França 1589 (herança paterna) |  |  | Catarina de Bourbon [1559-1604] Duquesa de Albret 1589                            | Catarina de Bourbon [1559-1604] Duquesa de Albret 1589                            | Catarina de Bourbon [1559-1604] Duquesa de Albret 1589                            | Catarina de Bourbon [1559-1604] Duquesa de Albret 1589                            | Catarina de Bourbon [1559-1604] Duquesa de Albret 1589                            | Catarina de Bourbon [1559-1604] Duquesa de Albret 1589                            |  |  |  |  |  |  |  |  |  |  |  |  |  |  |
|  |  |  |  |  |  |  |  |  |  |  |  |  |  |  |  | Henrique III / IV [1553-1607] Rei de Navarra e Duque de Albret 1572 (herança materna) Rei de França 1589 (herança paterna) | Henrique III / IV [1553-1607] Rei de Navarra e Duque de Albret 1572 (herança materna) Rei de França 1589 (herança paterna) | Henrique III / IV [1553-1607] Rei de Navarra e Duque de Albret 1572 (herança materna) Rei de França 1589 (herança paterna) | Henrique III / IV [1553-1607] Rei de Navarra e Duque de Albret 1572 (herança materna) Rei de França 1589 (herança paterna) | Henrique III / IV [1553-1607] Rei de Navarra e Duque de Albret 1572 (herança materna) Rei de França 1589 (herança paterna) | Henrique III / IV [1553-1607] Rei de Navarra e Duque de Albret 1572 (herança materna) Rei de França 1589 (herança paterna) |  |  | Catarina de Bourbon [1559-1604] Duquesa de Albret 1589                            | Catarina de Bourbon [1559-1604] Duquesa de Albret 1589                            | Catarina de Bourbon [1559-1604] Duquesa de Albret 1589                            | Catarina de Bourbon [1559-1604] Duquesa de Albret 1589                            | Catarina de Bourbon [1559-1604] Duquesa de Albret 1589                            | Catarina de Bourbon [1559-1604] Duquesa de Albret 1589                            |  |  |  |  |  |  |  |  |  |  |  |  |  |  |
|  |  |  |  |  |  |  |  |  |  |  |  |  |  |  |  | | | | | | |  |  |                                                                                   |                                                                                   |                                                                                   |                                                                                   |                                                                                   |                                                                                   |  |  |  |  |  |  |  |  |  |  |  |  |  |  |
|  |  |  |  |  |  |  |  |  |  |  |  |  |  |  |  | Reis de França (Casa de Bourbon)                                                                                           | | | | | |  |  |                                                                                   |                                                                                   |                                                                                   |                                                                                   |                                                                                   |                                                                                   |  |  |  |  |  |  |  |  |  |  |  |  |  |  |